# Yojijukugo

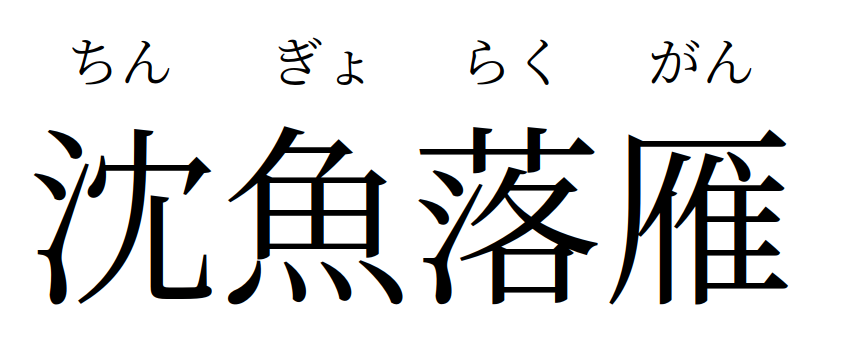
La expresión "Yojijukugo" escrita

Un yojijukugo (四字熟語) es una expresión japonesa que consta de cuatro caracteres kanji (sinogramas).

## Definición y clasificación
La definición de yojijukugo es algo complicada, ya que la palabra 熟語 (jukugo, literalmente «frase madura» o «frase popular»), en el ámbito lingüístico, se refiere a una palabra compuesta, un modismo o una frase.
Un yojijukugo, entendido en un sentido amplio, tan solo significa cualquier palabra que esté compuesta por cuatro kanji (四字, yoji, «cuatro caracteres»). En un sentido más estricto se refiere únicamente a aquellas palabras compuestas por cuatro kanji que tengan un significado idiomático particular que no puede ser inferido por el significado de los caracteres que lo componen.

### Yojijukugono idiomáticos
Existe una gran cantidad, tal vez decenas de miles, de palabras compuestas de este tipo. La gran mayoría corresponde a palabras cuyo significado puede ser fácilmente deducido por el significado literal de los kanji que lo componen. Estas palabras compuestas pueden denominarse yojijukugo no idiomáticos.
Por ejemplo, la palabra compuesta 屋内禁煙 okunaikin'en "Prohibido fumar dentro las instalaciones" es un yojijukugo no idiomático. Está conformado por cuatro caracteres: 屋 oku casa/edificio, 内 nai interior, 禁 kin prohibido, 煙 en humo. También puede desglosarse en dos palabras comunes: 屋内 interiores y 禁煙 prohibido fumar. El significado es claro, y no hay ningún modismo de por medio, más allá del significado literal de cada carácter.
Algunos ejemplos de yojijukugo no idiomáticos:
- 大学教育 daigakukyōiku (daigaku universidad + kyōiku educación)
- 環境悪化 kankyōakka (kankyō medio-ambiente + akka deterioro)
- 日米関係 nichibeikankei (nichi Japón + bei EE. UU. + kankei relación)
- 歴史小説 rekishishōsetsu (rekishi historia + shōsetsu novela)
- 宣伝効果 sendenkōka (senden propaganda + kōka efecto).

La palabra 四字熟語 yojijukugo es otro ejemplo de yojijukugo no idiomático.

### Yojijukugoidiomáticos
Por el contrario, varios miles de estas palabras compuestas por cuatro caracteres son verdaderos modismos, es decir, tienen un significado especial diferente al de los kanji o caracteres que lo componen.
Un ejemplo de ello es 海千山千 umisenyamasen (umi océano + sen mil + yama montaña + sen mil). Literalmente significa «mil mares y mil montañas», pero significa «viejo zorro», alguien que tiene tanta experiencia en cosas de la vida que es capaz de enfrentarse a cualquier situación, o evadir hábilmente situaciones problemáticas mediante su astucia. Esta expresión deriva de la leyenda que cuenta que la serpiente ha vivido mil años en el mar y mil años en las montañas antes de convertirse en dragón. De aquí que las personas que tienen mucha experiencia y habilidad en asuntos de la vida son referidas como una persona «de mil mares y mil montañas».
Muchos yojijukugo idiomáticos provienen de leyendas de la literatura clásica china. Otros yojijukugo fueron adoptados de la literatura y escrituras budistas, antiguas costumbres y proverbios japoneses, así como la vida contemporánea o histórica del Japón. Los diccionarios de yojijukugo actuales, por lo general solo contienen entradas que se refieren a este tipo de yojijukugo idiomáticos.